# Phạm Hương
Phạm Thị Hương (sinh ngày 4 tháng 9 năm 1991), thường được biết đến với nghệ danh Phạm Hương, là một nữ người mẫu, doanh nhân kiêm nhân vật truyền hình người Việt Nam. Cô từng là quán quân của Thần tượng thời trang F Idol 2011, Á hậu 1 của Hoa hậu Thể thao Thế giới 2014, và là người đăng quang cuộc thi Hoa hậu Hoàn vũ Việt Nam 2015, qua đó cô đại diện cho đất nước tham dự tại cuộc thi Hoa hậu Hoàn vũ 2015.
Cô từng làm MC, giám khảo, huấn luyện viên chương trình truyền hình thực tế ở Việt Nam như The Face Vietnam với phiên bản Gương mặt thương hiệu 2016, The Look Vietnam: Vẻ đẹp thương hiệu 2017, Tôi là Hoa hậu Hoàn Vũ Việt Nam 2017.

## Sự nghiệp

### 2010: Từ khởi nghiệp người mẫu và bước ngoặt tuổi24
Phạm Hương sinh ngày 4 tháng 9 năm 1991 tại phường Thủy Nguyên, thành phố Hải Phòng, xuất thân từ một gia đình thuần nông. Năm 2010, cô lên Hà Nội học và tốt nghiệp khoa Quốc tế, ngành Quản trị Marketing ở Trường Đại học Thương mại. Cô từng tham gia Vietnam's Next Top Model 2010 (Top 8), F-Idol 2011 (Quán quân), Ngôi sao người mẫu ngày mai 2012 (Top 5). Phát triển sự nghiệp dưới sự quản lý của công ty VC Modeling, cô đã liên tiếp nhận được các show diễn thời trang: Thời trang và nhân vật, Duyên dáng Việt Nam, Kỷ niệm 18 năm của NTK Hoàng Hải, Tập lễ thời trang tại Hà Nội,...
Đến năm 2013, cô chuyển vào Thành phố Hồ Chí Minh tự lập sinh sống, tiếp tục sự nghiệp người mẫu, tham gia một số cuộc thi sắc đẹp như Hoa hậu Đông Nam Á 2013, Nữ hoàng trang sức Việt Nam 2013 (Top 5), Hoa hậu Thể thao Thế giới 2014 (Á hậu 1, tổ chức tại Nga) và Hoa hậu Việt Nam 2014 (Top 10) cùng thời điểm cô là giảng viên Trường Cao đẳng Văn hoá Nghệ thuật Du lịch Sài Gòn khi tuổi mới 23. Lúc đó, cô là một trong những ứng cử viên sáng giá được đưa vào "tầm ngắm" để đại diện Việt Nam tham gia đấu trường Hoa hậu Hoàn vũ 2014 nhưng vì chưa đạt bất kỳ danh hiệu sắc đẹp nào trong nước nên cô đã phải lỡ hẹn.
Năm 24 tuổi, Phạm Hương tham gia cuộc thi Hoa hậu Hoàn vũ Việt Nam 2015 và xuất sắc giành ngôi vị cao nhất cùng với giải phụ Người đẹp Biển. Ngay sau khi cô đăng quang trong đêm chung kết, chuyên gia thời trang có tiếng người Pháp Ines Ligron khen ngợi cô trên trang cá nhân của bà.

### 2015: Hoa hậu Hoàn vũ (Las Vegas, Hoa Kỳ)
Đầu tháng 12 sau 2 tháng chuẩn bị với ngôi vị Hoa hậu danh giá, cô chính thức danh chính ngôn thuận đại diện Việt Nam tham dự Hoa hậu Hoàn vũ, cuộc thi hấp dẫn nhất hành tinh được tổ chức tại Las Vegas, Hoa Kỳ. Cô dẫn đầu danh sách các người đẹp được yêu thích nhất do khán giả bình chọn. Dù đã thể hiện tốt từ ngày đầu đến trong đêm bán kết và nhận nhiều đánh giá cao từ giới chuyên gia quốc tế nhưng cô không có mặt trong Top 15. Không chỉ ở Việt Nam, cộng đồng sắc đẹp ở nước ngoài cũng bày tỏ sự tiếc nuối cho cô ấy, và tặng cho danh hiệu là "Miss Eltocuyo 2015" (Hoa hậu kém may mắn nhất năm 2015). Ở Việt Nam, cô được người hâm mộ đặt cho danh hiệu "Hoa hậu Quốc dân" bởi sự xuất sắc cũng như sự cố gắng của cô trong việc quảng bá hình ảnh đẹp của Việt Nam tới bạn bè trên diễn đàn quốc tế. Trang The Richest của Mỹ chọn Phạm Hương là đại diện Việt Nam vào Top 50 người phụ nữ đẹp nhất thế giới.
Sau khi trở về nước, Phạm Hương được đề cử và nhận giải We Choice Awards, một trong Top 10 nhân vật truyền cảm hứng do khán giả bình chọn. Cô nhận lời mời tham gia chương trình Bữa trưa vui vẻ và chia sẻ về câu chuyện của mình.

### 2016: Huấn luyện viênThe Face Vietnam - Gương mặt thương hiệu
Ngày 22 tháng 1 năm 2016, tại buổi đấu giá trong chương trình Gala từ thiện, Phạm Hương mang vật phẩm gồm bức ảnh chân dung cùng chữ kí của 79 đại diện khác của cuộc thi Hoa hậu Hoàn vũ 2015 đến để góp vào quỹ từ thiện để trao tặng quà cho những gia đình có hoàn cảnh khó khăn.
Cuối tháng 4, Phạm Hương trở thành Huấn luyện viên chương trình The Face Vietnam - Gương mặt thương hiệu mùa đầu tiên, cùng với sự tham gia Hồ Ngọc Hà và Trần Ngọc Lan Khuê. Trong đêm chung kết, học trò của cô Đỗ Trần Khánh Ngân đã giành Á quân.

### 2017: Giám khảo cố vấnTôi là Hoa hậu Hoàn Vũ Việt Nam, Huấn luyện viênThe Look Vietnam
Ngày 3 tháng 4 năm 2017, Phạm Hương lần đầu hợp tác với nhạc sĩ trẻ Châu Đăng Khoa cho ra mắt Và lắng nghe mình để tri ân tặng những người hâm mộ, ca khúc đầu tiên do cô trình bày được quay trong phòng thu. Cô chia sẻ không có ý định lấn sân sang lĩnh vực âm nhạc.
Cuối tháng 4, Phạm Hương đồng hành chia sẻ kinh nghiệm, thị phạm cho các ứng viên tham dự buổi tọa đàm Futurista - Người kế vị tương lai nằm trong chương trình truyền hình thực tế Tôi là Hoa hậu Hoàn Vũ Việt Nam thực hiện tại 5 thành phố lớn.
Sau gặp biến cố lớn cha cô qua đời một thời gian. Ngày 30 tháng 9, cô làm giám khảo cố vấn cùng Hội đồng chuyên môn nhận xét, thị phạm cho các thí sinh trong vài tập thử thách chương trình truyền hình thực tế Tôi là Hoa hậu Hoàn Vũ Việt Nam mùa đầu tiên.
Ngày 11 tháng 10, cô tiếp tục là Huấn luyện viên chương trình mới The Look Vietnam phiên bản Việt gốc từ Thái Lan cùng với huấn luyện viên Nguyễn Minh Tú và Nguyễn Cao Kỳ Duyên. Học trò của cô là Ngô Phương Linh giành được hợp đồng quảng cáo từ nhãn hàng tài trợ chính The Look Vietnam.

### 2018: Ra mắt BST thời trang đầu tay. Sang Mỹ định cư: Hợp tác với công ty quản lí mớiRenew Artists
Ngày 6 tháng 1, Phạm Hương xuất hiện trong đêm chung kết Hoa hậu Hoàn vũ Việt Nam 2017 tại Nha Trang nơi cô từng đăng quang, sau khi kết thúc vai trò giám khảo chương trình Tôi là Hoa hậu Hoàn vũ Việt Nam, khép lại hành trình hơn hai năm (3 tháng 10 năm 2015 đến 6 tháng 1 năm 2018). Cô bước catwalk sàn diễn cuối cùng trên sân khấu (Final Walk) và trao vương miện mới luân lưu cho tân Hoa hậu H'Hen Niê.
Ngày 11 tháng 5, cô giới thiệu bộ sưu tập thời trang đầu tay của mình và tổ chức show diễn riêng mang tên Girl Boss, với vai trò mới nhà thiết kế và kinh doanh.
Giữa năm 2018 (tháng 9), cô bất ngờ vắng bóng trong các hoạt động nghệ thuật tại Việt Nam, cô sang Mỹ định cư đồng thời lập nghiệp kinh doanh riêng, phát triển sự nghiệp người mẫu. Cô kí hợp đồng đầu quân cho Renew Artists LLC - một công ty người mẫu tại Hawaii (Mỹ) với tên nghệ danh Bee.

### 2019 đến nay: Phát triển sự nghiệp người mẫu tại Mỹ
Ngày 10 tháng 4, Phạm Hương tiếp tục kí hợp đồng đầu quân với công ty quản lí người mẫu Lipps LA (Los Angeles, Mỹ).
Ngày 29 tháng 8, cô kí hợp đồng tiếp theo với công ty Heffner Management (Seattle, Mỹ).

## Thời trang

### Show diễn cá nhân
- Girl Boss (2018) - vị trí Muse (nàng thơ)[26]

### Show diễn thời trang(1)
Vào năm 2016-17, Phạm Hương từng làm vedette sàn diễn thời trang của NTK Thủy Nguyễn, NTK Lâm Gia Khang, Lê Thanh Hòa, Arab Fashion Week với NTK Phương My, show diễn Langage des fleurs - Ngôn ngữ hoa của NTK Hoàng Hải, và các show khác.
Năm 2018, vedette The Oriental Sun của NTK Lê Thanh Hòa, Into the Dark - NTK Đỗ Long, The Harmony - NTK Hà Duy
^(1)  Bước vào nghề người mẫu từ năm 2010, những thông tin trên là lấy sự kiện từ năm 2016.

### Tạp chí
Trong suốt sự nghiệp làm mẫu, Phạm Hương từng lên 30 trang bìa tạp chí phải kể đến như Elle Vietnam, Đẹp, Her World, Golf & cuộc sống, Heritage Fashion, Travellive, Style,...
Năm 2018, Phạm Hương được tạp chí Dé Modé (phiên bản Ý và Ấn, số tháng 1 và 2, tháng 6) đăng tải bài viết về công việc, hành trình của cô từ người mẫu đến Hoa hậu Hoàn vũ Việt Nam 2015.
Trong suốt sự nghiệp làm mẫu, Phạm Hương từng lên 30 trang bìa tạp chí. 
| Năm  | Tạp chí             | Tháng  |        |
| ---- | ------------------- | ------ | ------ |
| 2014 | Fairways            | số 40  |        |
| 2014 | Fairways            | số 40  |        |
| 2014 | Heritage Fashion    | 09-10  |        |
| 2015 | Cosmopolitan        |        |        |
| 2015 | Tiếp thị & Gia đình |        |        |
| 2015 | Người đẹp           | số 378 |        |
| 2015 | MỐT                 | 9-10   |        |
| 2015 | Phụ Nữ              | 10     |        |
| 2016 | Her World           |        |        |
| 2016 | Golf & Life         |        |        |
| 2016 | Tiếp thị & Gia đình |        |        |
| 2016 | Golf & Life         | số 131 |        |
| 2016 | 2!                  | 06     |        |
| 2016 | Đẹp                 | 10     |        |
| 2016 | ELLE                | 11     | [ 39 ] |
| 2016 | Đời sống gia đình   | số 52  |        |
| 2017 | Heritage Fashion    | 04     |        |
| 2017 | Travellive          | 06     |        |
| 2017 | Calipso             | 10     |        |
| 2018 | ELLE                | 05     |        |
| 2018 | Dé Modé             | 05-06  | [ 40 ] |

## Dẫn chương trình
| Năm  | Truyền hình                           | Vai trò | Ghi chú                           | Nguồn         | Kênh phát sóng    |
| ---- | ------------------------------------- | ------- | --------------------------------- | ------------- | ----------------- |
| 2015 | Thay Lời Muốn Nói                     | MC      | cùng BTV Quỳnh Hương              | [ 41 ]        | HTV9              |
| 2016 | Giải thưởng Truyền hình HTV lần 10    | MC      | cùng nam diễn viên - MC Bình Minh | [ 42 ]        | HTV7              |
| 2017 | Bán kết Hoa hậu Hoàn vũ Việt Nam 2017 | MC      | cùng MC Anh Tuấn                  | [ 43 ]        | VTV6              |
| 2018 | Giải Mai vàng lần thứ 23 (2017)       | MC      | cùng nam diễn viên Quý Bình       | [ 44 ] [ 45 ] | VTV9              |
| 2018 | Hội xuân văn nghệ sĩ                  | MC      | cùng MC Vũ Mạnh Cường             | [ 46 ]        | VTC9 - Let's Viet |

## Giám khảo
| Năm  | Cuộc thi/ Trò chơi truyền hình       | Vị trí              | Nguồn         | Ghi chú         |
| ---- | ------------------------------------ | ------------------- | ------------- | --------------- |
| 2015 | Cười xuyên Việt                      | Giám khảo khách mời | [ 47 ]        | -               |
| 2016 | Elle Beauty Awards                   | Cố vấn              | [ 48 ]        | -               |
| 2016 | Gương mặt thương hiệu                | Huấn luyện viên     | [ 49 ]        | Team Phạm Hương |
| 2016 | Cuộc chiến Sắc Đẹp Mới               | Giám khảo           | [ 50 ]        | Team Phạm Hương |
| 2016 | Bước nhảy ngàn cân                   | Giám khảo khách mời | [ 51 ] [ 52 ] | Tập 4 & 10      |
| 2016 | Perfect Beauty                       | Giám khảo           | [ 53 ]        | -               |
| 2016 | So You Think You Can Dance (Vietnam) | Giám khảo khách mời | [ 54 ]        | Tập 1           |
| 2017 | Miss and Mister Sakura               | Giám khảo           | [ 55 ]        | -               |
| 2017 | Người bí ẩn                          | Giám khảo khách mời | [ 56 ]        | Tập 8           |
| 2017 | Tôi là Hoa hậu Hoàn Vũ Việt Nam      | Cố vấn/giám khảo    | [ 24 ]        | 10 tập          |
| 2017 | The Look Vietnam                     | Huấn luyện viên     | [ 25 ]        | Team Phạm Hương |
| 2018 | Elle Beauty Awards                   | Cố vấn              | [ 57 ]        | -               |
| 2018 | Người bí ẩn                          | Giám khảo khách mời |               | Tập             |

## Hình tượng công chúng
Phạm Hương được biết đến một trong những người truyền cảm hứng và hoa hậu có sức ảnh hưởng lớn tới giới trẻ Việt Nam, mệnh danh ''Hoa hậu Quốc dân'' đầu tiên có ngôi sao thiên văn mang tên cô do người hâm mộ tặng riêng.''Phạm Hương - đại diện đẹp bậc nhất châu Á tại đấu trường Hoa hậu Hoàn vũ Thế giới trong 15 năm trở lại đây...'' theo tác giả từ diễn đàn uy tín Missosology viết.

## Đại sứ

### Đại sứ bảo vệ động vật hoang dã toàn cầu Wildaid
Ngày 29 tháng 7 năm 2016, Phạm Hương, ca sĩ Thu Minh cùng danh hài Trấn Thành và nữ diễn viên người Mỹ gốc Việt Maggie Q làm đại sứ cho Wildaid quảng bá chiến dịch bảo vệ Tê Tê mang tên "Happy as a Pangolin".
Cô tiếp tục cùng Á hậu 2 Hoa hậu Hoàn vũ Việt Nam 2015 Đặng Thị Lệ Hằng được WildAid mời đến Kenya (Châu Phi) với vai trò Đại sứ thiện chí kêu gọi bảo vệ động vật và tham gia trong hai thông điệp truyền thông và một phim tài liệu do WildAid sản xuất vào ngày 22 đến 27 tháng 5 năm 2017.

### Đại sứ JLAN
Ngày 29 tháng 6 năm 2017, Phạm Hương được bổ nhiệm thành Đại sứ Nhật ngữ của Hiệp hội tiếng Nhật dành cho các quốc gia không dùng chữ Hán- JLAN tại Nhật Bản.
Tại Thành phố Hồ Chí Minh, cô được Hiệp hội tiếng Nhật dành cho các quốc gia không dùng chữ Hán - JLAN trao quyền đại diện JLAN trao học bổng tổng trị giá 1 tỉ đồng để giúp học sinh nghị lực vượt khó và có cơ hội tiếp cận nền giáo dục hiện đại Nhật Bản (ngày 1 tháng 9)..

### Đại sứ du lịchAPEC
Vào ngày 30 tháng 10, nhận lời mời của Sở Du lịch Thành phố Đà Nẵng, Phạm Hương giới thiệu trong video quảng bá du lịch Đà Nẵng phục vụ trình chiếu xuyên suốt sự kiện lớn có sự góp mặt của 21 nền kinh tế Châu Á - Thái Bình Dương tại sự kiện APEC Việt Nam 2017 mà Đà Nẵng là thành phố đăng cai.

## Giải thưởng tạp chí
| Năm  | Tổ chức/ Tạp chí        | Hạng Mục                                                           | Nguồn  |
| ---- | ----------------------- | ------------------------------------------------------------------ | ------ |
| 2015 | We Choice Awards        | Nhân vật truyền cảm hứng                                           | [ 18 ] |
| 2016 | Tạp chí phụ nữ ngày nay | Người Phụ Nữ của năm                                               | [ 69 ] |
| 2016 | Tạp chí Elle Vietnam    | Gương mặt thời trang ấn tượng của năm - hội đồng báo chí bình chọn | [ 70 ] |
| 2016 | Tạp chí Her World       | Her World Young Woman Achiever - khán giả bình chọn                | [ 71 ] |
| 2017 | CMG.ASIA Awards         | Fitness & Entertainment Icon of the Year                           | [ 72 ] |
| 2018 | Tạp chí Elle Vietnam    | Best Hair Elle Beauty Award - khán giả bình chọn                   | [ 57 ] |

## Cuộc sống cá nhân
Giữa năm 2018, cô rời Việt Nam và sang Mỹ định cư. Ngày 14 tháng 2 năm 2019, Phạm Hương được bạn trai cầu hôn.
Ngày 24 tháng 12 năm 2019, cô chia sẻ với người hâm mộ hình ảnh quý tử tên là Maximus vào ngày Lễ Giáng sinh để mừng sinh nhật con trai tròn 1 tuổi.
Ngày 4 tháng 9 năm 2021, cô công khai con trai thứ hai tên là Apollo vào dịp sinh nhật của cô.

## Thương hiệu riêng
Phạm Hương khai trương cửa hàng cà phê / trà sữa mang tên ''Hebes tea house and café'' do cô sở hữu và đồng sáng lập tại Thành phố Hồ Chí Minh, ngày 28 tháng 7 năm 2017.
Tháng 2 năm 2023 tại Mỹ, cô chủ sở hữu cửa hàng hoa tươi có trụ sở tại Brentwood, California.

## Sự kiện nổi bật
Ngày 12/8/2017, Hoa hậu Hoàn vũ Dominican Clarissa Molina gặp cô tại Việt Nam theo lời mời của Phạm Hương sau 2 năm từ khi cả hai cùng tham gia cuộc thi Hoa hậu Hoàn vũ 2015. Cô tổ chức fan meeting và chuyến từ thiện, du lịch cùng Clarissa.

## Công tác xã hội
Cô đã tham gia những hoạt động thiện nguyện ở nhiều nơi tại Việt Nam. Năm 2016, Phạm Hương hỗ trợ trẻ em tại Điện Biên cùng Save The Children với nữ diễn viên Jeanette Aw (Singapore), Debbie Goh (Malaysia), Hattaya Wongkrachang (Thái Lan). Năm 2017,cô cùng bà Trương Mỹ Hoa - nguyên Phó chủ tịch nước về làm từ thiện tại 4 xã thuộc hai tỉnh Bình Định và Quảng Ngãi, với 500 suất quà để hỗ trợ đồng bào miền Trung. Sau đó đoàn tiếp tục có chuyến phát quà tại Quảng Ngãi, Quảng Nam, Đà Nẵng. Phạm Hương cùng trưởng ban tổ chức cuộc thi Hoa hậu Hoàn vũ Việt Nam - ông Trần Ngọc Nhật Ba trao tặng 3 căn nhà tình thương tại xã Gia Đức, xã An Lư, xã Thủy Triều, thuộc huyện Thủy Nguyên, Hải Phòng.

## Thành tích
- Top 8 Vietnam's Next Top Model 2010
- Quán Quân Thần tượng Thời trang- F Idol 2011
- Top 5 Ngôi sao Người mẫu Ngày mai 2012
- Top 5 Nữ hoàng Trang sức Việt Nam 2013
- Tham dự Hoa hậu ASEAN 2013
- Á hậu 1 Hoa hậu Thể thao Thế giới 2014
- Top 10 Hoa hậu Việt Nam 2014
- Hoa hậu Hoàn vũ Việt Nam 2015
  - Người đẹp Biển
- Đại diện Việt Nam tham gia Hoa hậu Hoàn vũ 2015